# Монтепешини
Монтепешини је насеље у Италији у округу Сијена, региону Тоскана.
Према процени из 2011. у насељу је живело 29 становника. Насеље се налази на надморској висини од 249 м.